# 蕭潤
蕭潤（1425年—？），字仁恩，江西吉安府泰和縣人，明朝政治人物。進士出身。

## 生平
江西鄉試第二十九名。成化二年（1466年）丙戌科會試第二百三名，殿試登進士第三甲第一百五十名。

## 家族
曾祖蕭志遠。祖父蕭信立，曾任衛經歷。父亲蕭孟節。